# Compagnia "Teatro Stabile Assai"
La Compagnia Teatro Stabile Assai della Casa di Reclusione Rebibbia di Roma è un gruppo teatrale operante all'interno del contesto penitenziario italiano.

## Storia
Fondata nel 1982 da Antonio Turco, responsabile delle attività culturali presso la Casa di reclusione di Rebibbia, si serve dell'attività teatrale come strumento di socializzazione e riadattamento.
La compagnia è formata da detenuti e da detenuti semi-liberi che fruiscono di misure premiali, oltre che da operatori carcerari e da musicisti professionisti. I testi degli spettacoli sono inediti, scritti con la collaborazione di tutti i detenuti.
Nel 2009, la Compagnia si è esibita alla Camera dei deputati alla presenza del ex-Presidente della Camera, Gianfranco Fini, della ex-Presidente della Commissione Giustizia del Senato, Giulia Bongiorno e, nel 2011, in Campidoglio alla presenza del ex-Sindaco di Roma, Gianni Alemanno.
Nel corso degli anni, la Compagnia ha collezionato diversi riconoscimenti, tra cui nel 2011 il "Premio Massimo Troisi"..
Sulla Compagnia è stato girato il documentario Offstage, del regista Francesco Cinquemani, .